# Távola Redonda (revista)
A revista de poesia Távola Redonda foi uma publicação portuguesa, fundada em 1950 por David Mourão-Ferreira, António Manuel Couto Viana, Ruy Cinatti, Fernanda Botelho, e Alberto de Lacerda.
A sua direcção esteve a cargo de Botelho, Maria Judite de Carvalho, Couto Viana, Mourão-Ferreira e Luís de Macedo.
O projeto literário durou quatro anos, de janeiro de 1950 a julho de 1954. Na altura, a revista foi apresentada como "folhas de poesia" tendo sido editados vinte fascículos. Segundo a sua linha editorial, a revista Távola Redonda teve sempre a preocupação básica de "ser um órgão vivo de poesia, um testemunho da poesia de seu tempo".
Colaboradores notáveis são Goulart Nogueira, Carlos de Macedo, Daniel Filipe, Fernando de Paços, Henrique Jorge, José António Ribeiro e Terezinha Éboli.